# Lev Kokorin
Lev Aleksandrovič Kokorin (in russo Лев Александрович Кокорин?; 19 agosto 1918 – 1º febbraio 1989) è stato un pallanuotista sovietico, che ha disputato il torneo di pallanuoto ai Giochi di Helsinki 1952.